# Tachiadenus boivinii
Tachiadenus boivinii är en gentianaväxtart som beskrevs av Jean-Henri Humbert. Tachiadenus boivinii ingår i släktet Tachiadenus och familjen gentianaväxter. Inga underarter finns listade i Catalogue of Life.